# St. Galler Kinderfest

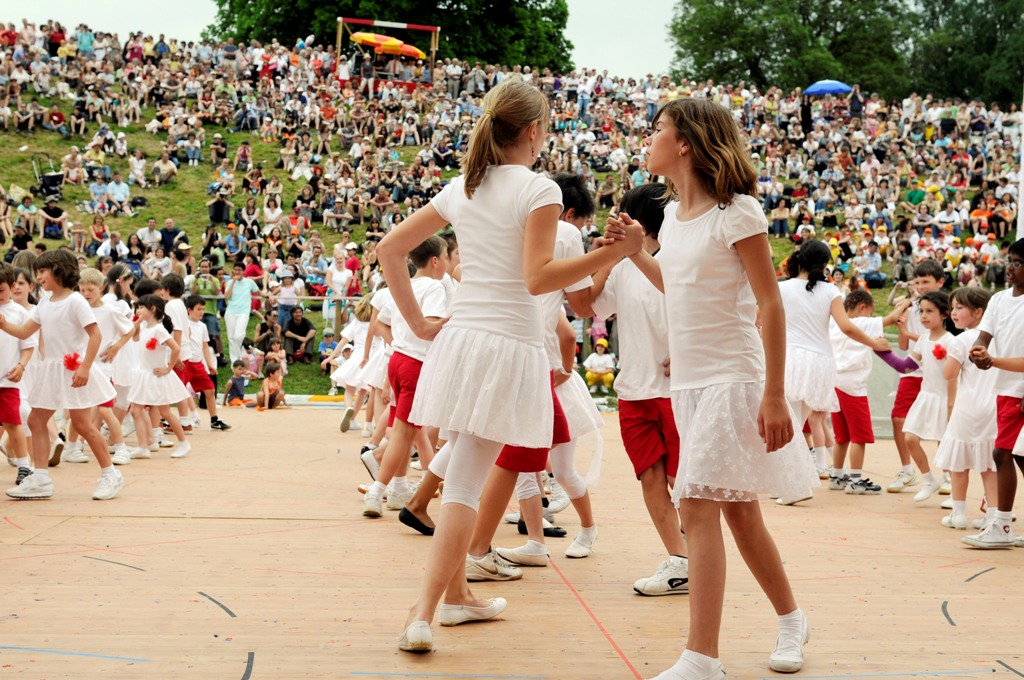
Auf dem Kinderfestplatz präsentieren die Schüler ihre einstudierten Reigen.

Das St. Galler Kinderfest ist eine Festveranstaltung in der Stadt St. Gallen in der Schweiz. Es findet seit 1824 alle drei Jahre statt. Am Kinderfest ziehen die Schulkinder der städtischen Schulhäuser in festlichen Gewändern in einem Umzug durch die Stadt zum Kinderfestplatz, um dort verschiedene Darbietungen aufzuführen. Auf der grossen Wiese oberhalb der Stadt versammeln sich jeweils mehr als 30'000 Personen. Das Fest wurde in die Liste der lebendigen Traditionen in der Schweiz aufgenommen.

## Geschichte

Das erste Kinderfest im Jahre 1824

Das erste Kinderfest fand am 28. September 1824 statt. Es war im Laufe der Schulreformen des beginnenden 19. Jahrhunderts aus verschiedenen älteren Festbräuchen entstanden. Den Klosterschülern des Klosters St. Gallen hatte bereits Papst Gregor IV. im 9. Jahrhundert einen freien Tag für Spiel, Sport und Vergnügen geschenkt. Auch die Schüler der städtischen Schulen kannten ein ähnliches Fest, das Gregorius- und Rutenfest. Als Schlussfeier nach ihrer letzten Schulprüfung kannten die Knaben die Eggen, eine Art Musterung für den Waffendienst. Bis ins Jahr 1946, als Nationalismus und Militärbegeisterung noch stark verbreitet war und im Verlaufe der Weltkriege von der Politik auch aktiv unterstützt und gefördert wurde, war das Kinderfest daher auch eine Militärparade. Im Zuge der Blüte der Textil- und Stickereiindustrie in Stadt und Kanton St. Gallen wurde das Fest durch farbenfrohe und edle Kleider geprägt, die Schüler präsentierten die Kreationen der neuesten Modetrends und auch die Zuschauer trugen dem Festbrauch entsprechende Kleidung.
1914, in einem Kinderfestjahr, brach der Erste Weltkrieg aus. Dieser hat das soziale und wirtschaftliche Gefüge in der Gallusstadt nachhaltig beeinflusst und geprägt. Die Blüte der St. Galler Stickerei fand ein abruptes Ende, da die Textilexporte, von denen grosse Teile der Bevölkerung lebten, mit einem Mal fast vollständig zum Erliegen kamen. Die Nachfrage nach Luxuskleidern sank gegen Null, Armut und Arbeitslosigkeit dominierten Stadt und Landschaft. Aufgrund der auch nach dem Krieg anhaltenden Krisenjahre und der schlechten Finanzlage der Stadt wurde auf die Durchführung des Festes nach 1914 verzichtet.
1927, die wirtschaftliche Lage war wieder etwas besser, erinnerte man sich des alten Brauches und konnte durch eine Sammlung genügend Geld zusammenbringen, um die Behörden zu einer erneuten Durchführung des Kinderfestes zu bewegen. Nun stellte sich jedoch ein anderes Problem: 1918 hatte St. Gallen die ehemaligen Vorortsgemeinden Tablat und Straubenzell eingemeindet, die Schülerzahl der städtischen Schulen war damit mehr als verdreifacht worden. 8000 Kinder sollten in diesem Jahr am Umzug teilnehmen. Doch das Fest gelang offenbar vortrefflich, obgleich es jetzt definitiv zum Grossanlass geworden war. Ernst Hausknecht schrieb 1928: «Der neuen Zeit entsprechend, war der Schmuck des Zuges umgestaltet worden, jugendtümlich sollte er bis in die Einzelheiten sein.» Auch führten die Schüler erstmals Schulfahnen mit sich. Jedes der städtischen Schulhäuser besitzt ein eigenes Wappen, das jeweils stolz dem Zug der Schüler voran getragen wird. Allmählich sollten jedoch die Stickereikleider, die bisher den Zug dominiert hatten, etwas in den Hintergrund treten, denn der Jugendstil kam langsam aber sicher aus der Mode.
Während des Zweiten Weltkrieges wurde erneut auf die Durchführung des Festes verzichtet, dafür erlebte bei der Wiederaufnahme 1947 die Stickereigarderobe eine Art Renaissance. Die alten Kleider sollen jedoch, so wird berichtet, etwas ältlich und muffig gewirkt haben, waren jedoch nach Jahren der Textilknappheit wohl eine willkommene Abwechslung.

## Das Fest heute

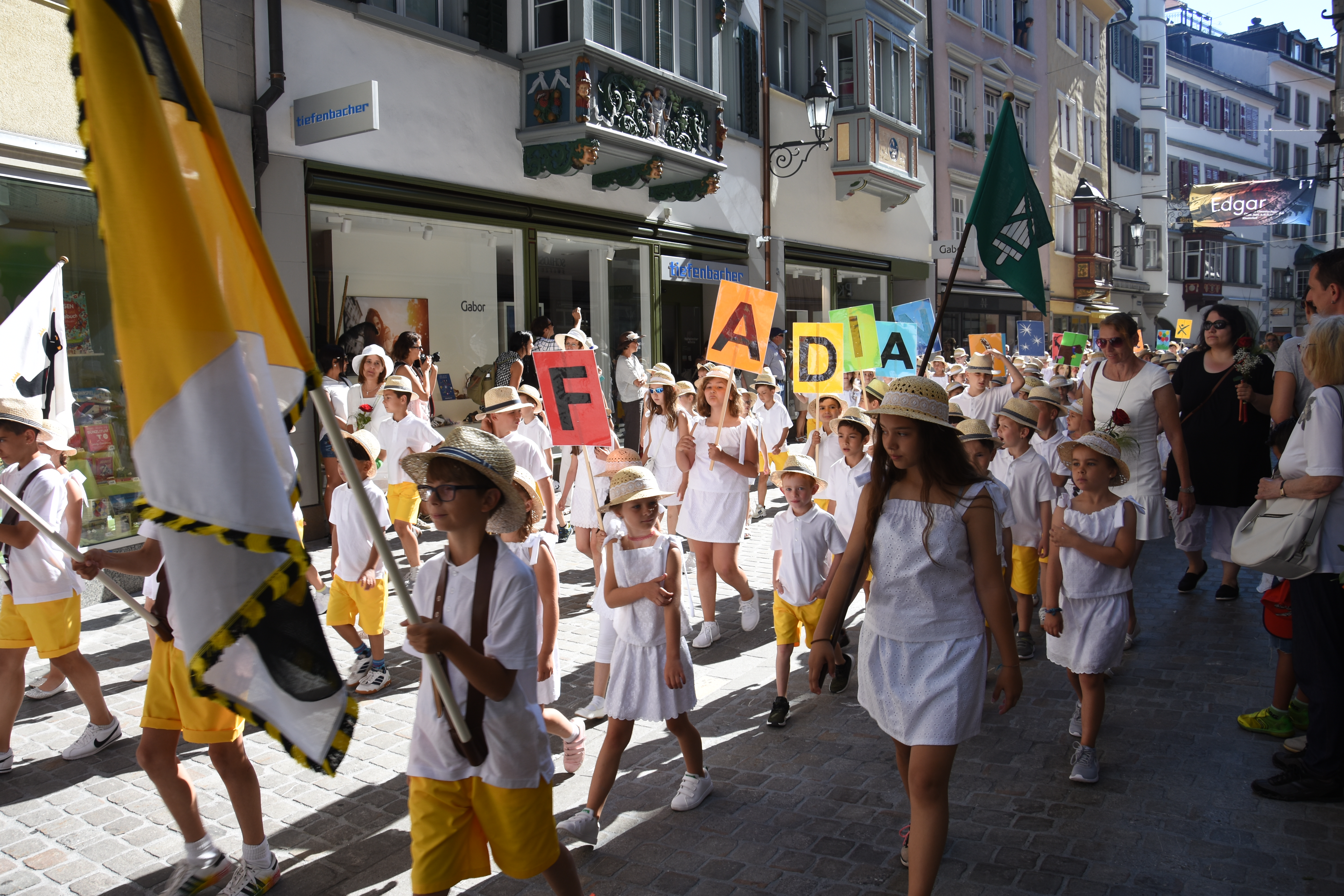
Der Kinderfestumzug ist eine farbenfrohe Angelegenheit. Die Schülerinnen und Schüler tragen Kleider, die der traditionellen Bedeutung des Textilwesens der Stadt Rechnung tragen

Heute findet das Fest im regelmässigen Rhythmus alle drei Jahre gegen Ende des Schuljahres (Mai/Juni) statt. 2012 – ausnahmsweise erst nach vier Jahren, da 2011 in St. Gallen das Eidgenössische Musikfest stattfand – wurde das Kinderfest am 21. Juni durchgeführt. Noch immer werden, neben farbenfrohen Kreationen und Verkleidungen, Fahnen und Wimpeln auch St. Galler Stickereien präsentiert. Zum Kinderfest gehört auch die Kinderfestbratwurst. Sie ist die offiziell grösste Form der St. Galler Bratwurst. Seit einigen Jahren wird jedoch am Kinderfest auch eine kleinere Variante angeboten, da viele Kinder die Kinderfestbratwurst gar nicht essen mögen.
Damit das Fest durchgeführt werden kann, ist eine längere Schönwetterperiode erforderlich. Die Kinderfestwiese muss ganz trocken sein und am Kinderfest selbst muss prächtiges Wetter herrschen. Vorgängig bekannt sind lediglich das erste und das letzte mögliche Durchführungsdatum. So lebt die Stadt in dieser Zeit im ständigen Provisorium. Jeder Termin, auch im Geschäftsleben, wird nur provisorisch in die Agenda eingetragen «…falls dann nicht das Kinderfest stattfindet.»
Am Kinderfesttag selbst verkünden die Medien früh morgens die frohe Botschaft, das grosse Fest könne beginnen, oder eben eine weitere Verschiebung sei nötig. Um sechs Uhr morgens eröffnen je drei Böllerschüsse von der Falkenburg, vom Menzlenhang und vom Burenbüchel traditionsgemäss den Festbrauch. Drei Stunden später beginnt der grosse Umzug der städtischen Schulhäuser (die Schüler der Kantonsschulen marschieren nicht mit und haben auch nicht schulfrei) zum Kinderfestplatz (Route: Spisertor – Spisergasse – Multergasse – Rösslitor – St. Leonhardstrasse – Schützengasse – Poststrasse – Neugass durchbruch – Neugasse – Marktgasse – Bohl – Marktplatz – Schibenertor – Blumenbergplatz – Zwinglistrasse – Winkelriedstrasse – Tigerbergstrasse). Die Flade beteiligt sich heute nicht mehr am Umzug, obwohl die Schule massgeblich an der Entstehung des Festbrauches beteiligt war. Auf dem Kinderfestplatz präsentieren die Schüler auf mehreren Bühnen ihre einstudierten Kompositionen, farbenfrohen Reigen und Tänze. Neben den Bühnen kommt es zum fröhlichen Sehen-und-gesehen-werden von Bevölkerung, Behörden und Gästen. Die letzten Besucher verlassen den Kinderfestplatz lange nach Mitternacht.
2018 fand das Kinderfest, nach elfmaligem Verschieben des Datums, am Mittwoch, 20. Juni statt. Rund 5'500 Schüler feierten zusammen mit etwa 500 Lehrpersonen, 550 Musikanten und 30'000 Festbesuchern. 2021 fand das Kinderfest aufgrund der Corona-Pandemie und Budget-Einschränkungen nicht statt. Das Kinderfest 2024 fand am 19. Juni 2024 im Zeichen des 200-Jahr-Jubiläums unter dem von den Schulkindern erkorenen Motto «Eine Zeitreise 1824-2024-2224» statt.